# Nikolas Linsenmaier
Nikolas „Niko“ Linsenmaier (* 19. August 1993 in Freiburg im Breisgau) ist ein deutscher Eishockeyspieler, der seit November 2017 erneut beim EHC Freiburg aus der DEL2 unter Vertrag steht und dort auf der Position des Stürmers spielt. Linsenmaier stammt aus der Jugendabteilung des EHC und verbrachte bis auf einige Spiele als Förderlizenzspieler für die Schwenninger Wild Wings und einen kurzen Wechsel zu den Krefeld Pinguinen im Jahr 2017 seine gesamte Karriere dort.

## Karriere
Nachdem Linsenmaier die Jugendabteilung des EHC Freiburg durchlaufen hatte, absolvierte der 16-Jährige in der Saison 2009/10 seine ersten drei Spiele im Profibereich in der 2. Eishockey-Bundesliga. In der folgenden Saison bekam er schon deutlich mehr Eiszeit und absolvierte insgesamt 23 Partien, in denen er auch seine ersten Punkte im Profibereich erzielte. Da der EHC Freiburg in dieser Saison jedoch aus der 2. Bundesliga abstieg und wegen eines Lizenzentzugs sogar in der Regionalliga antreten musste, absolvierte Linsenmaier vorerst keine weiteren Spiele im Profibereich. Er blieb seinem Heimatverein treu und spielte in der Saison 2011/12 mit dem EHC Freiburg viertklassig, wobei er in dieser Spielzeit einen großen Schritt nach vorne machen konnte und hinter Tobias Kunz und Patrik Vozar zum drittbesten Scorer der Mannschaft avancierte. In den darauffolgenden drei Jahren spielte Linsenmaier mit dem EHC Freiburg nach dem Aufstieg im Jahr 2012 in der Oberliga und wurde auch hier zunehmend zum Leistungsträger, wobei er in den letzten beiden Oberliga-Spielzeiten sogar zum Topscorer seiner Mannschaft wurde und in der Spielzeit 2014/15 als Förderlizenzspieler sieben Spiele bei den Schwenninger Wild Wings in der Deutschen Eishockey Liga (DEL) bestritt. Auch nach dem Aufstieg des EHC Freiburg in die DEL2 im Jahr 2015 blieb Linsenmaier einer der entscheidenden Spieler im Kader der Breisgauer. In allen DEL2-Spielzeiten seit dem Freiburger Wiederaufstieg führte Linsenmaier nach der Hauptrunde die teaminterne Scorerwertung an.
Zu Beginn der Saison 2017/18 wechselte Linsenmaier zu den Krefeld Pinguinen in die DEL, konnte sich aber aufgrund einer Verletzung nicht bei seinem neuen Verein durchsetzen und wurde darauf zunächst zu Saisonbeginn an den EHC Freiburg ausgeliehen, bevor er im November 2017 wieder fest zu seinem Heimatverein zurückkehrte.

## Erfolge und Auszeichnungen
| - 2011 Topscorer der Junioren-Bundesliga Gruppe Süd - 2012 Topscorer der Junioren-Bundesliga Gruppe Süd - 2012 Regionalliga-Süd/West-Meister und Aufstieg in die Oberliga mit dem EHC Freiburg | - 2003 Rookie des Jahres der Oberliga Süd - 2015 Oberliga-Meister und Aufstieg in die DEL2 mit dem EHC Freiburg |

## Karrierestatistik
Stand: Ende der Saison 2024/25
(Legende zur Spielerstatistik: Sp oder GP = absolvierte Spiele; T oder G = erzielte Tore; V oder A = erzielte Assists; Pkt oder Pts = erzielte Scorerpunkte; SM oder PIM = erhaltene Strafminuten; +/− = Plus/Minus-Bilanz; PP = erzielte Überzahltore; SH = erzielte Unterzahltore; GW = erzielte Siegtore; 1 Play-downs/Relegation; Kursiv: Statistik nicht vollständig)

## Sonstiges
Im Oktober 2015 wurde Linsenmaier auf der Freiburger Herbstmesse von hinten in einer Toilettenanlage niedergeschlagen. Linsenmaier erlitt dabei einen Schädelbruch und fiel für mehrere Monate aus. Der mutmaßliche Täter wurde im Juni 2016 vom Vorwurf der schweren Körperverletzung freigesprochen.